# NEVER無差別級6人タッグ王座
NEVER無差別級6人タッグ王座（ネバーむさべつきゅう6にんタッグおうざ）は、新日本プロレスが管理、NEVERが認定している王座。

## 概要
2015年12月21日に設立が発表。2016年1月4日の東京ドーム大会で、初代王座決定戦が行われた。試合は基本的には3vs3の6人タッグマッチで行われるが、勝ち残り形式のガントレットマッチも行われる。

## 歴代王者
| 歴代   | チャンピオン         | チャンピオン       | チャンピオン         | 戴冠回数 | 防衛回数 | 日付           | 場所 備考（対戦相手）                                                       |
| ------ | -------------------- | ------------------ | -------------------- | -------- | -------- | -------------- | --------------------------------------------------------------------------- |
| 初代   | 矢野通               | ジェイ・ブリスコ   | マーク・ブリスコ     | 1        | 1        | 2016年1月4日   | 東京ドーム                                                                  |
| 第2代  | バッドラック・ファレ | 高橋裕二郎         | タマ・トンガ         | 1        | 0        | 2016年2月11日  | 大阪府立体育会館                                                            |
| 第3代  | 矢野通               | ジェイ・ブリスコ   | マーク・ブリスコ     | 2        | 0        | 2016年2月14日  | アオーレ長岡                                                                |
| 第4代  | ケニー・オメガ       | マット・ジャクソン | ニック・ジャクソン   | 1        | 2        | 2016年2月20日  | 後楽園ホール                                                                |
| 第5代  | 棚橋弘至             | マイケル・エルガン | ヨシタツ             | 1        | 1        | 2016年4月10日  | 両国国技館                                                                  |
| 第6代  | ケニー・オメガ       | マット・ジャクソン | ニック・ジャクソン   | 2        | 0        | 2016年5月3日   | 福岡国際センター                                                            |
| 第7代  | 小島聡               | リコシェ           | マット・サイダル     | 1        | 0        | 2016年7月3日   | 岩手産業文化センター、王座返上                                              |
| 第8代  | 小島聡               | リコシェ           | デビッド・フィンレー | 1        | 1        | 2016年9月25日  | ワールド記念ホール （アダム・コール&マット・ジャクソン&ニック・ジャクソン） |
| 第9代  | SANADA               | EVIL               | BUSHI                | 1        | 0        | 2017年1月4日   | 東京ドーム                                                                  |
| 第10代 | 棚橋弘至             | 中西学             | 田口隆祐             | 1        | 0        | 2017年1月5日   | 後楽園ホール                                                                |
| 第11代 | SANADA               | EVIL               | BUSHI                | 2        | 1        | 2017年2月11日  | 大阪府立体育会館                                                            |
| 第12代 | 棚橋弘至             | 田口隆祐           | リコシェ             | 1        | 0        | 2017年4月4日   | 後楽園ホール                                                                |
| 第13代 | SANADA               | EVIL               | BUSHI                | 3        | 3        | 2017年5月3日   | 福岡国際センター                                                            |
| 第14代 | バッドラック・ファレ | タマ・トンガ       | タンガ・ロア         | 1        | 0        | 2017年12月17日 | 後楽園ホール                                                                |
| 第15代 | 石井智宏             | 矢野通             | バレッタ             | 1        | 0        | 2018年1月4日   | 東京ドーム                                                                  |
| 第16代 | バッドラック・ファレ | タマ・トンガ       | タンガ・ロア         | 2        | 3        | 2018年1月5日   | 後楽園ホール                                                                |
| 第17代 | マット・ジャクソン   | ニック・ジャクソン | マーティ・スカル     | 1        | 0        | 2018年5月3日   | 福岡国際センター                                                            |
| 第18代 | タマ・トンガ         | タンガ・ロア       | 石森太二             | 1        | 2        | 2018年8月12日  | 日本武道館                                                                  |
| 第19代 | 真壁刀義             | 矢野通             | 田口隆祐             | 1        | 4        | 2019年1月30日  | 仙台サンプラザホール                                                        |
| 第20代 | EVIL                 | 鷹木信悟           | BUSHI                | 1        | 2        | 2020年1月5日   | 東京ドーム、王座返上                                                        |
| 第21代 | 後藤洋央紀           | 石井智宏           | YOSHI-HASHI          | 1        | 9        | 2020年8月9日   | 後楽園ホール （オカダ・カズチカ&矢野通&SHO）                                |
| 第22代 | EVIL                 | 高橋裕二郎         | SHO                  | 1        | 4        | 2021年11月6日  | 大阪府立体育会館                                                            |
| 第23代 | 後藤洋央紀           | YOSHI-HASHI        | YOH                  | 1        | 0        | 2022年7月5日   | 後楽園ホール                                                                |
| 第24代 | EVIL                 | 高橋裕二郎         | SHO                  | 2        | 1        | 2022年9月23日  | 高松市総合体育館                                                            |
| 第25代 | 鈴木みのる           | エル・デスペラード | 成田蓮               | 1        | 1        | 2023年2月11日  | 大阪府立体育会館                                                            |
| 第26代 | オカダ・カズチカ     | 棚橋弘至           | 石井智宏             | 1        | 8        | 2023年5月3日   | 福岡国際センター、王座返上                                                  |
| 第27代 | 棚橋弘至             | 矢野通             | ボルチン・オレッグ   | 1        | 1        | 2024年4月14日  | Zepp new taipei （EVIL&SHO&金丸義信）                                       |
| 第28代 | 辻陽太               | BUSHI              | 高橋ヒロム           | 1        | 0        | 2024年6月9日   | 大阪城ホール                                                                |
| 第29代 | 棚橋弘至             | 矢野通             | ボルチン・オレッグ   | 2        | 2        | 2024年6月16日  | 北海きたえーる                                                              |
| 第30代 | 成田蓮               | SHO                | 高橋裕二郎           | 1        | 1        | 2025年1月30日  | 仙台サンプラザ                                                              |
| 第31代 | 矢野通               | YOH                | マスター・ワト       | 1        |          | 2025年7月4日   | 東京武道館                                                                  |

## 主な記録
- 最多戴冠者：7回 - 矢野通（初代、3代、15代、19代、27代、29代、31代）
- 最多戴冠回数：3回 - SANADA&EVIL&BUSHI（第9・11・13代）
- 最多連続防衛：9回 - 後藤洋央紀&石井智宏&YOSHI-HASHI（第21代）
- 最多通算防衛：9回 - 後藤洋央紀&石井智宏&YOSHI-HASHI
- 最多通算防衛：17回 - 石井智宏
- NEVER無差別級王座との同時戴冠 - 鷹木信悟（第20代）、EVIL（第22代）
- ヤングライオンでの戴冠 - ボルチン・オレッグ（第27代）